# Spy (serie de televisión)
Spy (en hangul, 스파이; romanización revisada, Seupai), también conocida en español como Espía, es una serie de televisión surcoreana de acción emitida por KBS 2TV desde el 9 de enero hasta el 6 de marzo de 2015, basada en la serie israelí The Gordin Cell (תא גורדין) de 2012 y protagonizada por Kim Jae Joong, Bae Jong Ok, Yoo Oh Sung y Go Sung Hee.

## Sinopsis
La historia comienza después de la ejecución del general Norcoreano Jang Sung Taek, hasta que a la espía Park Hye Rim un día le llega una orden desde el norte, después de haber pasado varias décadas sin actividad, en el sur como una simple ama de casa. La misión consiste en convertir y traer a Kim Sun Woo quien es su propio hijo y analista de información sobre Corea del Norte que trabaja para los servicios de inteligencia nacional de Corea del Sur.

## Reparto

### Personajes principales
- Kim Jae Joong como Kim Sun Woo.[4]
- Bae Jong Ok como Park Hye Rim.
- Yoo Oh Sung como Hwang Ki Chul.
- Go Sung Hee como Lee Yoon Jin.

### Personajes secundarios
- Jung Won Joong como Kim Woo Suk.
- Lee Ha Eun como Kim Young Seo.
- Jo Dal Hwan como Kim Hyun Tae.
- Kim Min Jae como Song Joong Hyuk.
- Ryu Hye Young como No Eun Ah.
- Lee Dae Yeon como Jung Kyu Yong.
- Jo Chang Geun como Jong Han.
- Choi Yoo Ra como Hong Ran.
- Woo Hyuk como Jung Ho.
- Chae Soo Bin como Soo Yeon.

## Banda sonora
| Track listing |                                 |                 |          |  |
| N.º           | Título                          | Artista         | Duración |  |
| 1.            | «SPY Title»                     | Varios artistas | 2:41     |  |
| 2.            | «그림자» (Shadow)               | Jung Yup        | 3:49     |  |
| 3.            | «별먼지» (Star Dust)            | Zia             | 5:01     |  |
| 4.            | «갈 곳이 없어» (For SPY)        | Gummy           | 3:47     |  |
| 5.            | «Hero»                          | Buzz            | 3:22     |  |
| 6.            | «내 눈 속엔 너» (My Everything) | Mamamoo         | 3:57     |  |
| 7.            | «Goodbye»                       | Band Jace       | 3:47     |  |
| 8.            | «Dark Shadow»                   | Varios artistas | 3:37     |  |
| 9.            | «Mother Is SPY»                 | Varios artistas | 2:23     |  |
| 10.           | «Espionage»                     | Varios artistas | 3:04     |  |
| 11.           | «East Tension»                  | Varios artistas | 1:40     |  |
| 12.           | «The Feared Heart»              | Varios artistas | 2:34     |  |
| 13.           | «Dark Sorrow»                   | Varios artistas | 2:36     |  |
| 14.           | «Chase My Heart»                | Varios artistas | 3:50     |  |
| 15.           | «Agonize»                       | Varios artistas | 3:04     |  |
| 16.           | «Spy From North»                | Varios artistas | 2:15     |  |

## Emisión internacional
- Japón: DATV (2015).
- Taiwán: Line TV (2015) y Star (2016).